# Vega de Pas
Vega de Pas est une commune espagnole située dans la communauté autonome de Cantabrie.

## Démographie
La population de Vega de Pas diminue depuis plus d'un siècle : 2 066 habitants en 1900, 1 858 en 1960 et 801 en 2014.

## Histoire
L'église patrimoniale de Nuestra Señora de Vega de Pas a été construite dans la seconde moitié de XVIIe siècle.
Commune de naissance de Enrique Diego Madrazo y Azcona, Docteur en médecine qui y fonda un sanatorium aux techniques avant-gardistes pour son époque. 

## Galerie

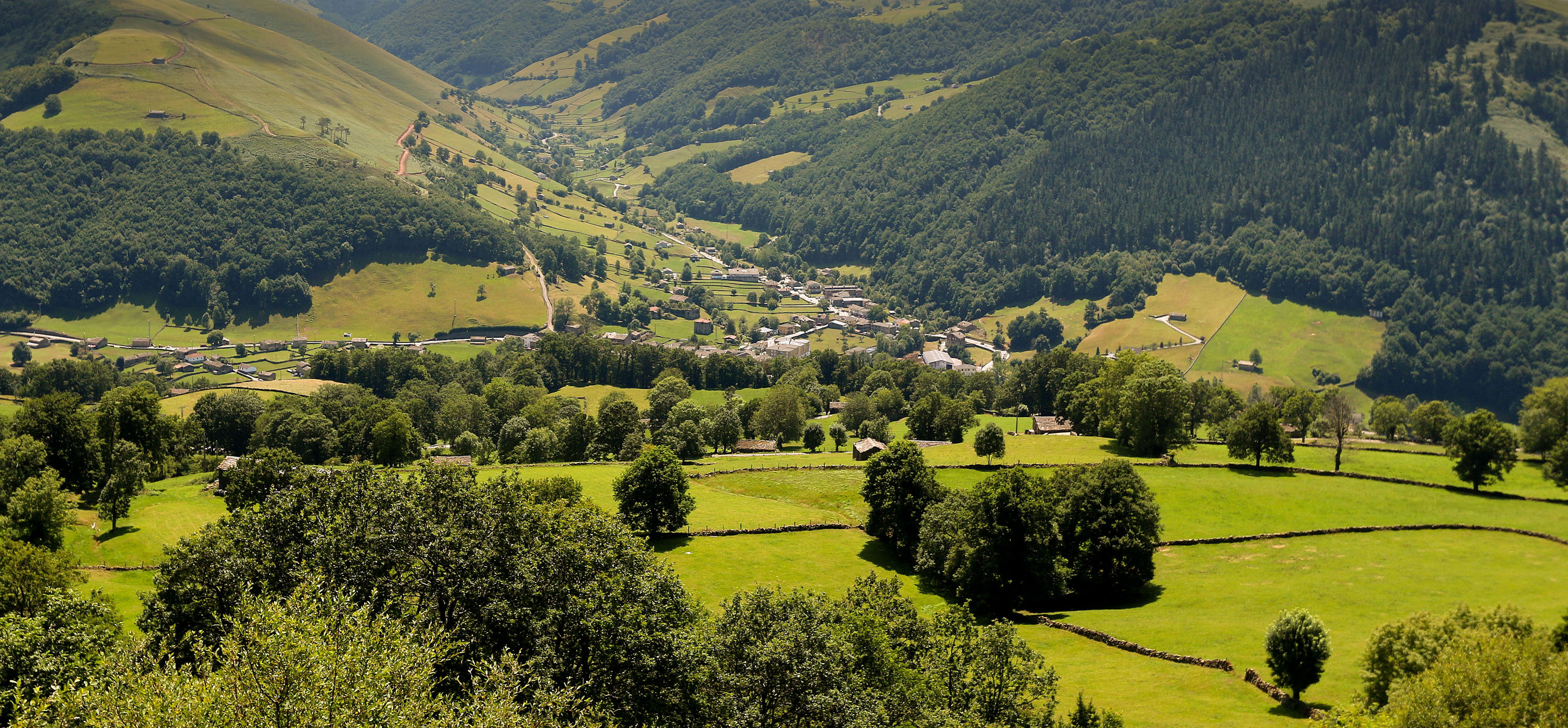
La vallée de Vega de Pas.